# Administrativní dělení Chorvatska

Chorvatské župy

Chorvatské opčiny

Chorvatsko se od roku 1992 dělí na 21 žup, ty se dále dělí na 556 opčin, které mají podobné postavení jako české obce a města. Opčiny i města se dále dělí na 6 756 sídel (naselje). Když bylo Chorvatsko součástí Jugoslávie, dělilo se jen na opčiny (chorvatsky općina), které byly menší než současné župy.
- Záhřebská župa
- Krapinsko-zagorská župa
- Sisacko-moslavinská župa
- Karlovacká župa
- Varaždinská župa
- Koprivnicko-križevecká župa
- Bjelovarsko-bilogorská župa
- Přímořsko-gorskokotarská župa
- Licko-senjská župa
- Viroviticko-podrávská župa
- Požežsko-slavonská župa
- Brodsko-posávská župa
- Zadarská župa
- Osijecko-baranjská župa
- Šibenicko-kninská župa
- Vukovarsko-sremská župa
- Splitsko-dalmatská župa
- Istrijská župa
- Dubrovnicko-neretvanská župa
- Mezimuřská župa
- Záhřeb